# Tanatocenosi
Con il termine tanatocenosi si indica l'insieme degli organismi fossili che si trovano entro un sedimento, in un determinato luogo. Una tanatocenosi consiste di due gruppi di componenti:
- componenti autoctoni, che rappresentano una parte della biocenosi originaria (cioè degli organismi che popolavano l'ambiente), fossilizzatasi in situ;
- componenti alloctoni, cioè fossili di organismi che non popolavano normalmente il paleoambiente rappresentato dal sedimento, ma vi sono giunti per trasporto attivo o passivo, restando fossilizzati insieme ai componenti autoctoni.

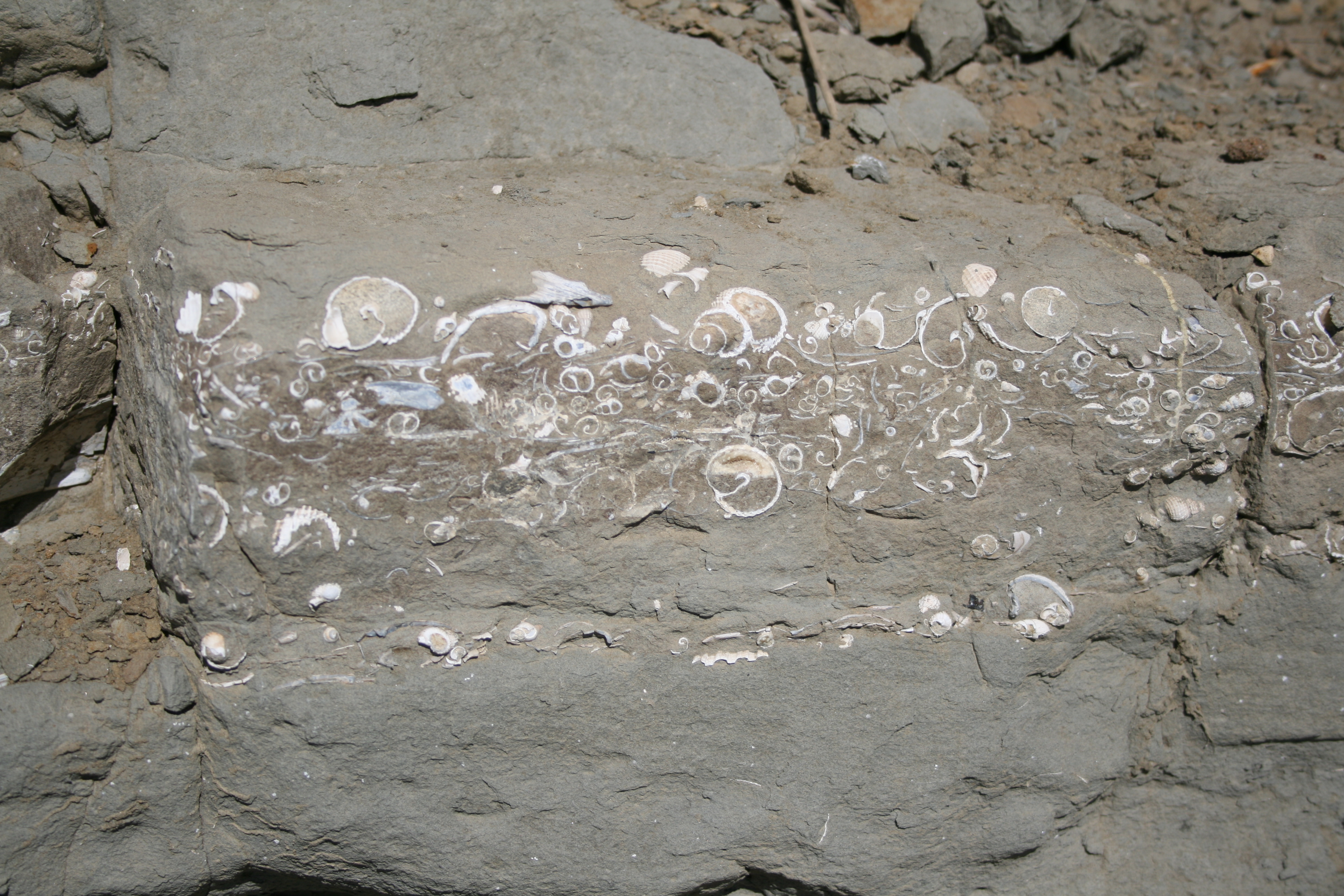
Tanatocenosi di molluschi marini (gasteropodi e bivalvi), in livelli stratificati entro sedimenti argillosi

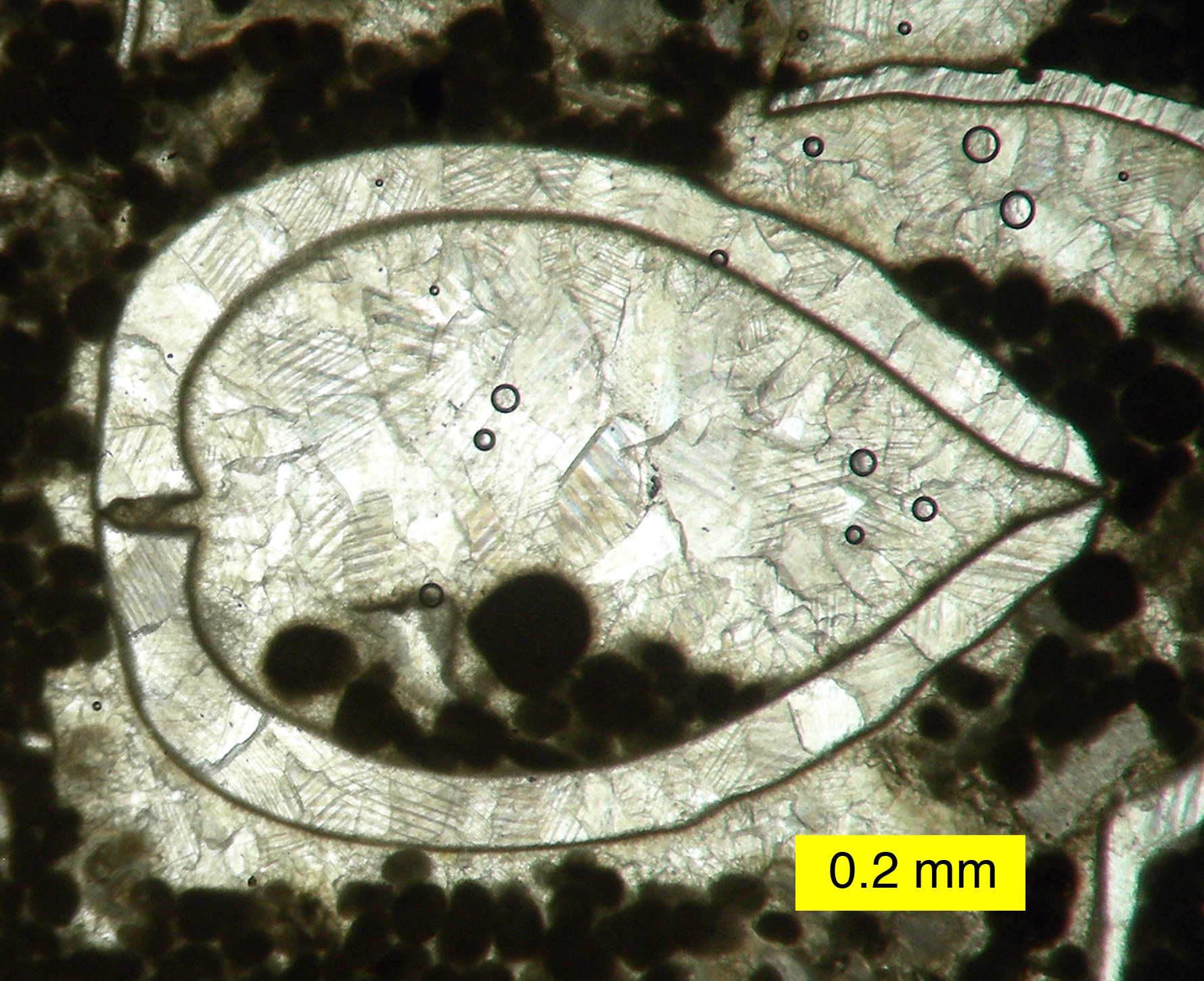
Bivalve che mostra una Struttura geopetale indicante la posizione della conchiglia al momento del suo seppellimento: l'interno del guscio, chiuso al momento della morte e del seppellimento, ha lasciato penetrare all'interno solo pochi granelli che si sono deposti sul lato inferiore della cavità, che è stata successivamente riempita dalla deposizione di calcite cristallina

## Descrizione
La tanatocenosi in generale non ha una relazione diretta con la biocenosi: il rapporto fra tanatocenosi e biocenosi è complesso e spesso difficile da interpretare.
Per l'interpretazione di una tanatocenosi è fondamentale l'analisi sedimentologica del sedimento in cui è stata rinvenuta: questo tipo di analisi infatti permette di definire l'ambiente in cui il sedimento stesso si è deposto. L'ambiente sedimentario è definito da un insieme di caratteri di tipo chimico, fisico e topografico (ad esempio la profondità dell'acqua, il suo chimismo, il tipo di substrato, il tasso di accumulo dei sedimenti...), che sono relazionabili anche con l'habitat in senso ecologico o biotopo. 
Quest'ultimo è caratterizzato da determinate associazioni faunistiche o floristiche, ovvero da "comunità" (per citare alcuni esempi: una "comunità" di spiaggia sommersa piuttosto che di reef o di fondale oceanico...). In questo modo è possibile mediante considerazioni di tipo paleoecologico sui vari componenti della tanatocenosi, distinguere i componenti alloctoni (non pertinenti all'ambiente) da quelli autoctoni e, spingendosi oltre, stabilire o ipotizzare anche i rapporti trofici e più in generale le relazioni ecologiche tra i componenti autoctoni. Inoltre, spesso i componenti alloctoni, soprattutto quando sono stati trasportati passivamente post mortem da agenti naturali come onde e correnti, sono contraddistinti da fenomeni di abrasione e frammentazione che ne facilitano il riconoscimento.
Questo tipo di interpretazione tuttavia può lasciare spesso un margine di incertezza più o meno ampio in quanto si basa in gran parte su criteri attualistici, che non sono necessariamente sempre applicabili alle comunità del passato, soprattutto se nella tanatocenosi sono presenti taxa ormai completamente estinti di cui non sono stati ancora chiariti né lo stile di vita né l'ecologia.
Anche nei rari casi in cui non vi sono componenti alloctoni, una tanatocenosi comunque non rappresenta completamente, se non in rarissimi casi, la biocenosi originaria, per due ragioni fondamentali:
- nella maggior parte dei casi si fossilizzano solo gli organismi dotati di parti dure mineralizzate: quelli a corpo molle (che sono spesso la maggioranza) vanno in genere perduti;
- anche nel caso più favorevole, rispetto agli organismi vissuti in un certo luogo e un certo momento, quelli che si fossilizzano sono una esigua minoranza , e quindi molto difficilmente la tanatocenosi è rappresentativa di tutte le componenti nelle loro proporzioni originali (ad esempio, un elemento originariamente subordinato può apparentemente risultare mancante per estrema rarità o assenza di esemplari che si fossilizzano);

Inoltre, l'interpretazione può essere complicata ulteriormente da fattori posteriori al seppellimento degli organismi, connessi alla diagenesi del sedimento, che possono causare la distruzione di alcuni componenti e il generale deterioramento degli esemplari fino all'obliterazione di alcuni caratteri fondamentali per la classificazione.
Va però detto che una buona conservazione dei fossili non è necessariamente indice di autoctonia: è il caso dei giacimenti di tipo Konservat-Lagerstätten (giacimenti in cui si rinvengono fossili eccezionalmente conservati, talora persino con tracce consistenti delle parti molli). In questi casi, tipicamente, la buona conservazione dei fossili è data dal fatto che gli organismi sono stati deposti dopo la morte (o ancora vivi, e sono morti di conseguenza) in fondali euxinici poveri o privi di ossigeno dove normalmente non potevano vivere, e si sono quindi conservati in gran parte per assenza di decomposizione e per mancanza di organismi necrofagi. In questo caso gli organismi sono tutti evidentemente alloctoni, tuttavia si tratta di un'intera associazione biologica che si fossilizza in un ambiente strettamente adiacente a quello di origine e può ancora riflettere in parte (sia pure con i limiti sopra descritti) la composizione e i caratteri della comunità originale. 
Un caso assai esemplificativo è quello, celebre, dell'argillite di Burgess (Columbia Britannica - Cambriano), in cui gli organismi viventi sono stati trasportati da frane sottomarine su fondali scarsamente ossigenati poco lontano dal loro ambiente di vita normale, e ivi seppelliti: si tratta di eventi "istantanei" di trasporto e risedimentazione in massa che quindi forniscono una "fotografia" della popolazione coinvolta. In questo caso, tuttavia, per la stessa natura di questi depositi, i rapporti dei fossili con il substrato sono alterati (i fossili sono in giacitura caotica e non nella loro posizione di vita originale) e non si rinvengono tracce fossili: quindi il modo di vita dei vari taxa deve essere ricostruito mediante lo studio morfologico-funzionale degli organi di locomozione conservati. In organismi molto diversi dalle faune attuali come quelli dell'argillite di Burgess la cosa è meno semplice e immediata di quanto possa sembrare, ed in effetti l'interpretazione di molte di queste forme è mutata significativamente dall'epoca della scoperta.

## Etimologia
Il termine tanatocenosi deriva dalle parole di lingua greca θάνατος (thanatos = morte) e κοινος (koinos = comune), quindi la "comunità" fossile rinvenibile nel sedimento. Il termine è coniato per simmetria con biocenosi, anche se assai difficilmente la tanatocenosi rappresenta veramente la comunità di organismi originaria.